# Hypericum philonotis
Hypericum philonotis är en johannesörtsväxtart som beskrevs av Adelbert von Chamisso och Schlecht.. Hypericum philonotis ingår i släktet johannesörter, och familjen johannesörtsväxter. Inga underarter finns listade i Catalogue of Life.